# Aroldo Tieri
Aroldo Tieri (28 de agosto de 1917 – 28 de diciembre de 2006) fue un actor teatral, cinematográfico y televisivo de nacionalidad italiana. Intérprete considerable, cuidadoso y elegante, fue una figura importante del teatro y del cine italiano. Trabajó con Totò en algunos de sus filmes de mayor éxito.

## Biografía
Nacido en Corigliano Calabro, Italia, su padre era el periodista y crítico teatral Vincenzo Tieri, que fundó y dirigió Il Corriere del Teatro. En 1937 Aroldo Tieri se graduó en la Accademia Nazionale d'Arte Drammatica, debutando en el teatro con Francesca da Rimini, antes de formar parte de la compañía del Teatro Eliseo de Roma. 
Debutó en el cine en 1939 con Mille chilometri al minuto, película dirigida por Mario Mattoli, cinta a la que después siguieron varias comedias del género del teléfono blanco. Tras la Segunda Guerra Mundial le llegó el éxito sobre todo con el género de la revista, siendo dirigido por Pietro Garinei y Sandro Giovannini y trabajando junto a Anna Magnani, Gino Cervi, Walter Chiari y Totò. Sin embargo, también actuó en comedias ligeras de Terence Rattigan y Barry y en obras más comprometidas, como era el caso del teatro de Luigi Pirandello. 
Entre mediados de la década de 1950 y la de 1960 Tieri se dedicó principalmente al cine, a la radio y a la televisión, rodando casi 110 filmes. Contribuyó al éxito de los principales intérpretes de la commedia all'italiana, entre ellos Totò, junto al cual rodó trece filmes, con un resultado notable en Totò sceicco y Chi si ferma è perduto, de Sergio Corbucci. Su última interpretación se fechó en 1967, el film de Steno La feldmarescialla, protagonizado por Rita Pavone. 
A finales de los años sesenta se dedicó plenamente al teatro, tras haber formado en 1965 con su esposa, Giuliana Lojodice, la compañía teatral Tieri-Lojodice. En treinta años de actividad la pareja llevó a escena un repertorio variado y refinado, desde William Shakespeare a Molière, y desde Pirandello a George Bernard Shaw.
En la radio fue intérprete de numerosas emisiones dramáticas (por ejemplo, Racconti romani de Alberto Moravia), participando también en dos ediciones de Gran varietà junto a Giuliana Lojodice: en la primera, en 1969, la pareja interpretó "Leonida ed Esmeralda", y en la segunda, en 1976, Tieri encarnó el personaje del "Divino Creaturo". 
En televisión actuó en diversas producciones (Melissa, La foresta pietrificata, Le avventure di Nicola Nickleby), y presentó el show Canzonissima en la temporada 1960-61 junto a los actores Lauretta Masiero y Alberto Lionello.
En 1984 Tieri recibió el Premio Armando Curcio por la representación de Un marito, de Italo Svevo. Su último trabajo teatral antes de retirarse de la escena fue L'amante, de Marguerite Duras, en 1999. 
Aroldo Tieri falleció en la clínica San Valentino de Roma el 28 de diciembre de 2006, a los 89 años de edad. El 5 de enero de 1982 había sido nombrado Comendador de la Orden al Mérito de la República Italiana.

## Filmografía
| - Mille chilometri al minuto, de Mario Mattoli (1939) - Manon Lescaut, de Carmine Gallone (1939) - Turbamento, de Guido Brignone (1941) - Sancta Maria, de Edgar Neville y Pier Luigi Faraldo (1941) - Redenzione, de Marcello Albani (1942) - Documento Z 3, de Alfredo Guarini (1942) - C'è sempre un ma!, de Luigi Zampa (1942) - Fuga a due voci, de Carlo Ludovico Bragaglia (1942) - Non sono superstizioso... ma!, de Carlo Ludovico Bragaglia (1943) - Il fidanzato di mia moglie, de Carlo Ludovico Bragaglia (1943) - Il nostro prossimo, de Gherardo Gherardi (1943) - La signora in nero, de Nunzio Malasomma (1943) - Che distinta famiglia!, de Mario Bonnard (1943) - Chi l'ha visto?, de Goffredo Alessandrini (1945) - Torna a Sorrento, de Carlo Ludovico Bragaglia (1946) - Pronto, chi parla?, de Carlo Ludovico Bragaglia (1946) - Felicità perduta, de Filippo Walter Ratti (1946) - Ultimo amore, de Luigi Chiarini (1947) - Il segreto di Don Giovanni, de Camillo Mastrocinque (1947) - Follie per l'opera, de Mario Costa (1948) - Totò cerca casa, de Steno y Mario Monicelli (1949) - Ho sognato il paradiso, de Giorgio Pàstina (1949) - Vespro siciliano, de Giorgio Pàstina (1949) - Gli uomini sono nemici, de Ettore Giannini (1949) - Signorinella, de Mario Mattoli (1949) - I peggiori anni della nostra vita, de Mario Amendola (1949) - Totò cerca moglie, de Carlo Ludovico Bragaglia (1950) - La bisarca, de Giorgio Simonelli (1950) - Taxi di notte, de Carmine Gallone (1950) - L'inafferabile 12, de Mario Mattoli (1950) - Totò sceicco, de Mario Mattoli (1950) - Accidenti alle tasse!!, de Mario Mattoli (1951) - Canzone di primavera, de Mario Costa (1951) - Amor non ho... però... però, de Giorgio Bianchi (1951) - Auguri e figli maschi!, de Giorgio Simonelli (1951) - Cameriera bella presenza offresi..., de Giorgio Pàstina (1951) - Totò terzo uomo, de Mario Mattoli (1951) - Tizio, Caio, Sempronio, de Marcello Marchesi, Vittorio Metz y Alberto Pozzetti (1951) - Bellezze a Capri, de Adelchi Bianchi (1951) - Il mago per forza, de Marcello Marchesi, Marino Girolami y Vittorio Metz (1951) - Milano miliardaria, de Marcello Marchesi y Vittorio Metz (1951) - È l'amor che mi rovina, de Mario Soldati (1951) - Bellezze in bicicletta, de Carlo Campogalliani (1951) - Totò e i re di Roma, de Steno y Mario Monicelli (1951) - I morti non pagano le tasse, de Sergio Grieco (1952) - La presidentessa, de Pietro Germi (1952) - Il tallone d'Achille, de Mario Amendola y Ruggero Maccari (1952) - Il microfono è vostro, de Giuseppe Bennati (1952) - Agenzia matrimoniale, de Giorgio Pàstina (1953) - Rosso e nero, de Domenico Paolella (1954) - Le avventure di Giacomo Casanova, de Steno (1954) - Noi siamo le colonne, de Luigi Filippo D'Amico (1956) | - Un angelo è sceso a Brooklyn, de Ladislao Vajda (1957) - Gli zitelloni, de Giorgio Bianchi (1958) - Totò, Peppino e le fanatiche, de Mario Mattoli (1958) - Non perdiamo la testa, de Mario Mattoli (1959) - Le cameriere, de Carlo Ludovico Bragaglia (1959) - Ciao, ciao, bambina, de Sergio Grieco (1959) - Psicanalista per signora, de Juan Boyer (1959) - Il raccomandato di ferro, de Marcello Baldi (1959) - La cambiale, de Camillo Mastrocinque (1959) - Juke-box, urli d'amore, de Mauro Morassi (1959) - Letto a tre piazze, de Steno (1960) - Le ambiziose, de Tony Amendola (1960) - Messalina, Venere imperatrice, de Vittorio Cottafavi (1960) - I baccanali di Tiberio, de Giorgio Simonelli (1960) - Un dollaro di fifa, de Giorgio Simonelli (1960) - Chi si ferma è perduto, de Sergio Corbucci (1960) - I magnifici tre, de Giorgio Simonelli (1961) - Che femmina... e che dollari!, de Giorgio Simonelli (1961) - Vacanze alla baia d'argento, de Filippo Walter Ratti (1961) - Cacciatori di dote, de Mario Amendola (1961) - Mina... fuori la guardia, de Armando W. Tamburella (1961) - I sogni muoiono all'alba, de Enrico Gras, Indro Montanelli y Marco Craveri (1961) - Che gioia vivere, de René Clément (1961) - El sheriff terrible, de Antonio Momplet (1962) - Colpo gobbo all'italiana, de Lucio Fulci (1962) - Lo smemorato di Collegno, de Sergio Corbucci (1962) - Gli eroi del doppio gioco, de Camillo Mastrocinque (1962) - Il giorno più corto, de Sergio Corbucci (1962) - I motorizzati, de Camillo Mastrocinque (1962) - Un branco di vigliacchi, de Fabrizio Taglioni (1962) - I due mafiosi, de Giorgio Simonelli (1963) - La donna degli altri è sempre più bella, episodio La luna di miele, de Marino Girolami (1963) - Gli onorevoli, de Sergio Corbucci (1963) - Gli imbroglioni, episodio La società calcistica, de Lucio Fulci (1963) - Avventura al motel, de Renato Polselli (1963) - Due mafiosi nel Far West, de Giorgio Simonelli (1964) - La vedovella, de Silvio Siano (1964) - 002 Agenti Segretissimi, de Lucio Fulci (1964) - I maniaci, de Lucio Fulci (1964) - La ballata dei mariti, de Fabrizio Taglioni (1964) - Le sette vipere, de Renato Polselli (1965) - I due sergenti del generale Custer, de Giorgio Simonelli (1965) - Non son degno di te, de Ettore Maria Fizzarotti (1965) - Con rispetto parlando, de Marcello Ciorciolini (1965) - Se non avessi più te, de Ettore Maria Fizzarotti (1966) - Spiaggia libera, de Marino Girolami (1966) - Questo pazzo, pazzo mondo della canzone, de Bruno Corbucci y Giovanni Grimaldi (1966) - Soldati e capelloni, de Ettore Maria Fizzarotti (1967) - La feldmarescialla, de Steno (1967) - Non cantare, spara, de Daniele D'Anza (1968) |

## Radio
- El misántropo, de Molière, dirección de Flaminio Bollini, con Aroldo Tieri, Ileana Ghione y Mario Scaccia. 1 de junio de 1961, RAI.

## Televisión
- L'Alfiere, de Carlo Alianello, con Aroldo Tieri, Domenico Modugno y Maria Fiore. Dirección de Anton Giulio Majano, agosto de 1956 en la RAI.
- Melissa, de Francis Durbridge, con Rossano Brazzi, Turi Ferro y Aroldo Tieri. Dirección de Daniele D'Anza, del 23 de noviembre al 28 de diciembre de 1966, en la RAI.
- Letto matrimoniale, con Giuliana Lojodice - RAI.
- Giocando a golf una mattina, de Francis Durbridge, con Aroldo Tieri, Luigi Vannucchi y Luisella Boni. Dirección de Daniele D'Anza, 1969, en la RAI.

## Discografía parcial

### Single
- Pendolare Stanca/Silvano Spadaccino Bella ciao (Partido Socialista Italiano, SSP 3, 7")